# Hieracium lividorubens
Hieracium lividorubens es una especie de planta con flor del género Hieracium, de la familia Asteraceae, orden Asterales.

## Distribución
Hieracium lividorubens se distribuye por Suecia.

## Taxonomía
Fue descrita científicamente por (Almq.) Elfstr.